# Dan vstaje naroda Bosne in Hercegovine
Dan vstaje naroda Bosne in Hercegovine je bil republiški praznik SR Bosne in Hercegovine, ki se je proslavljal 27. julija. Na ta dan leta 1941 so partizanski oddelki napadli več naselij, s čimer se je pričela NOVJ v BiH.